# FA Cup 1909/1910
Třicátý devátý ročník FA Cupu (anglického poháru) se konal od 11. září do 23. dubna 1910. Celkem turnaj hrálo opět 64 klubů.
Trofej získal poprvé v klubové historii Newcastle United FC, který ve finále porazil obhájce minulého ročníku Barnsley  FC 2:0.